# 全国和平委员会
全国和平委员会（波斯語：‎ ״ר་ ག་ ）是一个位于伊朗的反战和人权组织。该组织成立于 2007 年，旨在反对在乔治·W·布什领导下的美国政府威胁对伊朗采取的军事行动。 
全国和平委员会是一个由伊朗社会各界活跃人士、政治人物、律师、艺术家、学生和其他人士组成的广泛联盟。该组织成立的初衷是抗议伊朗与美国之间可能爆发的战争。 该组织呼吁伊朗政府与人民进行公开对话，通过倾听伊朗民间社会的声音，改善伊朗的人权状况。 